# Alejandro Jiliberto
Alejandro Jiliberto Zepeda (Coquimbo, Chile, 3 de septiembre de 1929-Bogotá, Colombia, 11 de junio de 2007) fue un abogado y político socialista chileno. Hijo de Alejandro Jiliberto y Elba Zepeda. En 1954 contrajo matrimonio con Alicia Herrera Rivera.

## Actividades profesionales
Realizó sus estudios en el Liceo de La Serena y en la Universidad de Chile, jurando como abogado (1954), con una tesis titulada “La transacción en las nulidades de la operación de mensura”. Una vez egresado viajó a Europa, luego estuvo en Argentina, Brasil y Uruguay.
Fue abogado nacional de la Federación Industrial Ferroviaria y de la empresa PARFO. Fue presidente de la Comisión de la Feria del Mar (1963) y secretario abogado de la Intendencia de Coquimbo (1965).

## Actividades políticas
Militante del Partido Socialista. Fue elegido regidor de La Serena (1960-1963).
Elegido Diputado por la 4ª agrupación departamental, correspondiente a las comunas de La Serena, Coquimbo, Elqui, Ovalle, Illapel y Combarbalá (1973-1977), participando de la comisión permanente de Trabajo y Seguridad Social. Sin embargo, el Golpe de Estado del 11 de septiembre de 1973 suspendió el Congreso Nacional, terminando sus funciones parlamentarias.

## Detención, exilio y últimos años
Dirigente socialista en clandestinidad, fue detenido y torturado por agentes de la dictadura militar liderada por el general Augusto Pinochet. Gracias al recurso de amparo presentado por su esposa, la magistrada Alicia Herrera, salvó la vida media hora antes de ser fusilado. Fue trasladado a diferentes centros de detención, mientras seguía el proceso de apelación del recurso que finalmente fue rechazado en virtud de un decreto de detención que le enviaría en febrero de 1974 al Campo de Concentración de Isla Dawson.
Alicia Herrera, desde el exilio en Bucarest, no dejó de realizar peticiones a distintas personalidades europeas, acudiendo a las instituciones, al Vaticano y a Naciones Unidas, donde declaró en la Comisión especial para investigar el caso de Chile, dando a conocer la situación de su país. Posteriormente, gracias a estas gestiones Alejandro Jiliberto sería liberado partiendo al exilio a reunirse con su familia en Rumanía. Poco tiempo después se trasladarían a Berlín, República Democrática Alemana, donde él se integró a la dirección del Partido Socialista de Chile en el exilio hasta 1979.
Radicado en España, donde se desempeñó como abogado instalando un bufete de abogados. Asesoró al Partido Socialista Obrero Español (PSOE) en el ámbito de política municipal.
En el año 2003 se radicó en Colombia, donde falleció debido a una grave enfermedad cuatro años más tarde.

## Historial electoral

### Elecciones parlamentarias de 1973
- Elecciones parlamentarias de 1973 - Diputados para la 4° Agrupación Departamental (Coquimbo)